# One Ros
One Ros är indierockgruppen Hell on Wheels fjärde fullängdsalbum och släpptes 2011. Från albumet har singlarna Baby och "the Night" släppts.

## Låtlista

### The Odd Church
1. "the Night" (Rickard Lindgren, Hell on Wheels) -    4:12
2. "Baby" (Rickard Lindgren, Hell on Wheels) - 3:01
3. "Hot Sun" (Rickard Lindgren, Hell on Wheels) - 3:05
4. "Terrific" (Rickard Lindgren, Hell on Wheels) - 2:33
5. "Who's Gonna Get Your Love" (Rickard Lindgren, Hell on Wheels) - 5:38
6. "It Ain't Prettier" (Rickard Lindgren, Hell on Wheels) - 3:39
7. "Gone Too Far" (Rickard Lindgren, Hell on Wheels) - 3:03
8. "Information" (Rickard Lindgren, Hell on Wheels) - 3:00
9. "Oh No" (Rickard Lindgren, Hell on Wheels) - 4:06
10. "Heaven Awaits Me" (Rickard Lindgren, Hell on Wheels) - 2:46
11. "Intro" (Rickard Lindgren, Hell on Wheels) - 2:25